# Ufer-Ampfer
Der Ufer-Ampfer oder Strand-Ampfer (Rumex maritimus) ist eine Pflanzenart aus der Gattung Ampfer (Rumex) in der Familie der Knöterichgewächse (Polygonaceae).

## Beschreibung

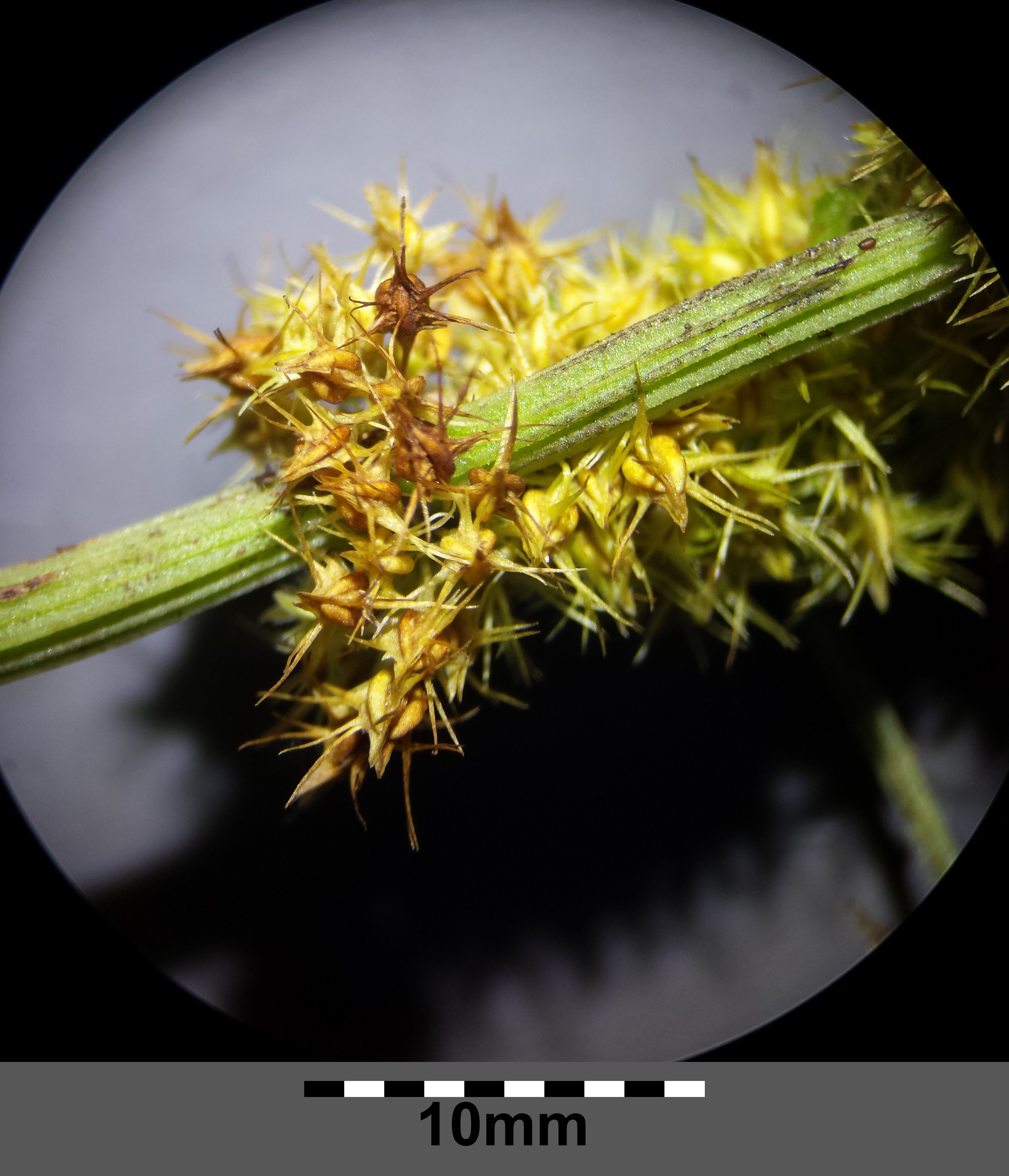
Fruchtstand

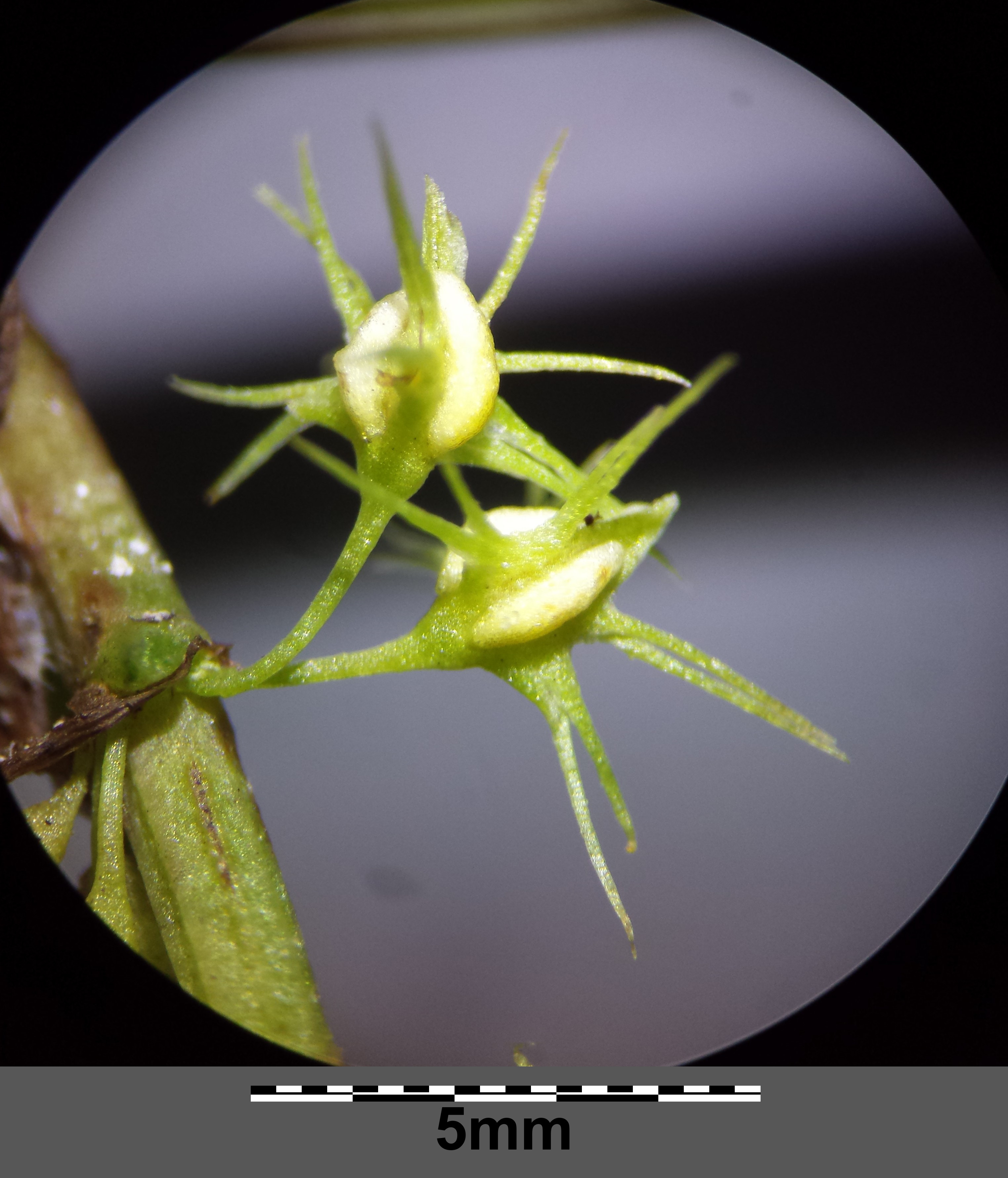
Früchte

Der Ufer-Ampfer ist eine sommergrüne, einjährige krautige Pflanze, die eine Wuchshöhe von 10 bis 60 Zentimetern erreicht. Es ist zur Fruchtreife goldgelb bis bräunlich gefärbt.
Die Blütezeit liegt zwischen Juli und September. Die Blütenstände sind meist dicht gebaut. Die Blüten selbst bestehen aus sechs Perigonblättern, die Staubbeutel sind 0,4 bis 0,6 Millimeter lang, es sind drei Narben vorhanden.
Die Früchte sind dreikantig, nicht geflügelt und stehen an dünnen, fadenförmigen Fruchtstielen. Sie werden zur Fruchtreife von den Valven vollständig eingehüllt. Die Valven sind goldbraun gefärbt, 2,5 bis 3 (selten bis 3,5) Millimeter lang und eiförmig-dreieckig geformt. An beiden Seiten der Valven stehen zwei (selten drei) borstenartige Zähne, diese sind länger als die Breite der Valven. Nach vor sind die Valven spitz. Die Schwielen sind schmal und vorne zugespitzt.
Die Chromosomenzahl beträgt 2n = 40.

## Vorkommen
Rumex maritimus ist zirkumpolar verbreitet. Er kommt ursprünglich in Europa, in Nord- und Südamerika, in den gemäßigten Zonen Asiens und in Myanmar vor.
Er kommt beispielsweise in Deutschland und Frankreich vor. Der Ufer-Ampfer ist an sehr feuchten, teils überschwemmten Standorten wie Ufern von Gewässern oder wechselfeuchten Ruderalstellen häufig zu finden. Er gedeiht auf nassen, sommerlich trocken fallenden, nährstoffreichen, oft salzhaltigen, humosen mehr oder weniger offenen Schlammböden. Er ist eine Charakterart des Rumicetum maritimi aus dem Verband Bidention tripartiti.